# Schönebecker Höhle
Die Schönebecker Höhle oder Herscheider Höhle ist eine 118 m lange Höhle nordöstlich der Siedlung Schönebecke im Gemeindegebiet von Herscheid. Die Schönebecker Höhle wurde am 1. Oktober 1998 mit dem Landschaftsplan Herscheid als Naturdenkmal mit einer Größe von 1,1 ha ausgewiesen. Die Höhle wurde 2005 auch als Europäisches Schutzgebiet (FFH-Gebiet) Schönebecker Höhle DE-4712-302 ausgewiesen.

## Höhlengeschichte
Die Höhle wurde 1870 bei Sprengarbeiten im dortigen Kalksteinbruch entdeckt. In den folgenden Jahren wurde der Eingang verschüttet. Im November 1927 wurde der Eingang bei der Suche nach Wasser wieder freigelegt. Bei der Höhle handelt es sich um eine Spaltenhöhle, welche bei der Auffaltung des dortigen Gebirges entstand. Funde aus der Vor- oder Frühzeit wurden in der Höhle nicht gemacht. Geschichten, dass sich im Dreißigjährigen Krieg die Bewohner der umliegenden Gehöfte dorthin geflüchtet hätten, stimmen nicht, da die Höhle erst 1870 entdeckt wurde. Im Zweiten Weltkrieg diente die Höhle als Luftschutzraum.

## Höhlenbeschreibung
Die Höhle liegt im unteren Hangbereich des Berges Schwengelhahnes. Der Höhleneingang liegt sehr tief in einer Felskluft. Die Höhle ist im vorderen Teil sehr geräumig. Vom Hauptgang führen mehrere Kriechgänge tiefer in den Berg. Die Schönebecker Höhle wurde in einer Kalklinse des oberen Mitteldevons in den Unnenberger Schichten ausgebildet. Die Höhle ist wasserführend in Form von Tropf- und Sickerwasser. Die Höhle dient als Winterquartier von sieben Fledermausarten. Regelmäßig werden die seltenen Arten Teichfledermaus und Großes Mausohr nachgewiesen. Die Höhle dient auch als Winterquartier von Amphibien, Schmetterlingen und Zweiflüglern. In der Höhle kommen der Strudelwurm Rectocephala schneideri und der Höhlenkrebs Niphargus fontanus vor. Die Höhle ist zum Fledermausschutz für den Publikumsverkehr mit einem Gitter verschlossen worden. Die Höhle ist von Laubwald umgeben.